# Roncus remyi
Roncus remyi är en spindeldjursart som beskrevs av Beier 1934. Roncus remyi ingår i släktet Roncus och familjen helplåtklokrypare. Inga underarter finns listade i Catalogue of Life.